# 德拉加利納鄉
44°26′N 27°20′E / 44.433°N 27.333°E
德拉加利納鄉（羅馬尼亞語：Comuna Dragalina, Călărași），是羅馬尼亞的鄉份，位於該國南部，由克勒拉希縣負責管轄，面積181平方公里，海拔高度38米，2007年人口8,575，人口密度每平方公里47人。